# Edward Iwański
Edward Iwański (ur. 13 października 1938 w Skarżysku, zm. 2 września 2017) – polski sędzia i działacz piłkarski.

## Życiorys
Przed 1962 rokiem uprawiał czynnie piłkę nożną, występując m.in. w barwach AZS Kraków, Piłkarza Podłęże, Pocisku Bemowo Piskie i Vęgorii Węgorzewo. W wyniku kontuzji kręgosłupa musiał przerwać karierę piłkarską. W 1962 był trenerem i działaczem KKS Prokocim Kraków. Następnie poświęcił się karierze sędziowskiej. W latach 70. i 80. XX wieku sędziował jako arbiter główny 753 spotkania, z czego 119 na boiskach ówczesnej I i II ligi. W latach 1979–1983 sędziował również 9 towarzyskich meczów międzypaństwowych. Był członkiem Polskiego Kolegium Sędziów oraz Kolegium Sędziów Krakowskich, którym kierował w latach 1987–1993 oraz 1997–2001.
Jako działacz sportowy był członkiem zarządu Krakowskiego Okręgowego Związku Piłki Nożnej, prezesem Podokręgu Piłki Nożnej w Krakowie w latach 2010–2012 oraz wiceprezesem Rady Seniorów Małopolskiego Związku Piłki Nożnej. Otrzymał tytuły: Sędziego Zasłużonego oraz Sędziego Honorowego PZPN.
Działalność sportową i społeczną łączył z pracą zawodową - był wieloletnim pracownikiem Wydziału Odlewnictwa Akademii Górniczo-Hutniczej w Krakowie, gdzie przez 15 lat kierował laboratorium odlewniczym. Zasiadał również w Radzie Fundacji „Odlewnictwo”. Zmagał się z chorobą nowotworową. Po śmierci został pochowany na krakowskim cmentarzu Prokocim.

## Nagrody i odznaczenia
- Złoty Krzyż Zasługi
- Medal 75-lecia PZPN
- Medal 90-lecia PZPN
- Medal 90-lecia MZPN,
- Medal 95-lecia MZPN
- Złota Odznakę TKKF,
- Złotą Odznaka ZNP,
- Złota Honorowa Odznaka PZPN
- Złota Honorowa Odznaka KOZPN,
- Złota Odznaka 90-lecia Krakowskiego Kolegium Sędziów,
- Złotą Honorową Odznaka OZPN Nowy Sącz,
- Srebrna Odznakę „Zasłużony Działacz Kultury Fizycznej”,
- Odznaka Honoris Gratia
- Odznaka Za Pracę Społeczną dla m. Krakowa
- Tytuł Członka Honorowego MZPN
- Tytuł Ambasadora Futbolu Nowosądeckiego.